# Jordanita anatolica
Jordanita anatolica ist ein Schmetterling aus der Familie der Widderchen (Zygaenidae).

## Merkmale
Die Falter erreichen eine Vorderflügellänge von 8,8 bis 10,5 Millimeter bei den Männchen und 7,9 bis 9,2 Millimeter bei den Weibchen. Die Vorderflügel sind etwa 4 Millimeter breit. Kopf, Thorax und Abdomen sind dunkel und schimmern grünlich bis bronzefarben. Die Falter sind schwach behaart. Die Fühler sind kurz und bestehen aus 35 bis 38 Segmenten. Die Vorderflügeloberseite ist bräunlich olivgrün gefärbt, sie schimmert nur schwach und ist meist glanzlos. Die Hinterflügeloberseite ist bräunlich schwarz, dicht beschuppt und hat an der Flügelbasis einen mehr oder weniger transluzenten Fleck. Die Flügelunterseiten sind dunkel graubraun. Populationen im Osten des Mittelmeerraums sind sehr variabel.
Bei den Männchen sind die Valven ohne Prozessus, der dorsale  Teil ist länger als der ventrale. Der Aedeagus trägt ein bis drei Cornuti. Das 8. Abdominalsternit erreicht den hinteren Rand des Segments.
Die Präbursa hat mit dem stark sklerotisierten kegelförmigen proximalen und dem kugelförmigen weniger stark sklerotisierten distalen Teil eine charakteristische Gestalt. Der zuletztgenannte Teil ist kurz, lateral sind hyaline Fortsätze vorhanden. Die Präbursa ist zum Ductus bursae rechtwinklig und mit 4 bis 7 zahnartigen Strukturen versehen, die kreisförmig angeordnet sind. Das Ostium ist nahezu transluzent und nicht sklerotisiert.
Das Ei ist bisher unbeschrieben.
Die Raupe hat einen graubraunen Körper. Der Rücken ist dunkelbraun und besitzt in der Mitte ein breites weißes Band. Die Warzen sind hellbraun und mit weißen Borsten besetzt.
Die Puppe ist bisher unbeschrieben. Der Kokon ist mit Sandpartikeln bedeckt und wird an der Bodenoberfläche unter der Futterpflanze angelegt.

### Ähnliche Arten
Die Vorderflügeloberseiten der ähnlichen Art Jordanita chloros sind gelblich grün oder gelblich braun und haben meist einen hellen metallischen Schimmer. Der Thorax und die Vorderflügelbasis schimmern blau. Die Vorderflügeloberseiten von Jordanita graeca und Jordanita syriaca haben einen kräftigen grünen Schimmer. Die ähnlichen Arten können genitalmorphologisch unterschieden werden.

### Unterarten
Die Populationen in Libyen und Ägypten repräsentieren die Unterart Jordanita anatolica kruegeri (Turati, 1930). Diese hat sehr kleine und schmale Flügel und die Grundfärbung besteht aus einem helleren Grün, als dies bei typischen Exemplaren von J. anatolica aus der Türkei der Fall ist. Darüber hinaus ist die Färbung der Unterart transluzenter, als dies bei türkischen Populationen der Fall ist.

## Verbreitung
Jordanita anatolica kommt in der Autonomen Republik Nachitschewan, im Süden der Türkei, auf Zypern, in Syrien, dem Libanon, in Israel, Jordanien, Ägypten und im Nordosten Libyens vor. Im Osten reicht das Verbreitungsgebiet in den Irak und den Iran. Die Art besiedelt felsige oder sandige Graslandschaften mit Steppen- oder Halbwüstenvegetation.

## Biologie
Die Falter haben eine ausgesprochen kurze Aktivitätsphase und ruhen die restliche Zeit in der Vegetation. Die Raupen leben an der Kugeldistelart Echinops spinosus und minieren in den Blättern.